# Myanmarcypris hui
Myanmarcypris hui — викопний вид черепашкових рачків сучасної родини Candonidae. Описаний у 2020 році. Виявлений у бірманському бурштині. Вид існував у пізній крейді, приблизно 99-92 млн років тому.

## Відкриття
Міжнародна група палеонтологів з Лондонського університету королеви Марії і Китайської академії наук у Нанкіні проаналізувала рештки 39 остракод, які виявила в шматку бурштину. Серед них виявився 31 представник раніше невідомого виду, який у 2020 році отримав назву Myanmarcypris hui.
Використовуючи рентгенівську мікроскопію, команда створила комп'ютерні тривимірні реконструкції остракод, застиглих в бурштині, і виявила в тілах деяких тварин репродуктивні органи, в тому числі пеніси у самців і придатки і насіннєві судини у самиць. В останніх виявилися скам'янілі зразки сперми. Це відкриття назвали «надзвичайно рідкісною можливістю» дізнатися більше про еволюцію репродуктивного процесу. На момент опису знахідки це були найдавніші відомі сперматозоїди.

## Опис
Невеликі рачки, завдовжки до 0,6 мм. За допомогою мікротомографії вчені розгледіли в одній з самиць чотири яйця і парний сем'яприйомник, розташований так само, як і у сучасних видів. Усередині сем'яприйомника палеонтологам вдалося побачити клубок гігантських сперматозоїдів, які сягали в довжину не менше 200 мкм. У самців виявлені Зенкерові органи, об'ємні геміпеніси і особливі гачкоподібні затискачі на п'ятій парі кінцівок, які призначені для утримання самиці під час спарювання. Ці органи були аналогічні таким у сучасних представників надродини Cypridoidea.